# 도토리호박
도토리호박은 북아메리카와 중앙아메리카가 원산지인 페포호박 품종이다. 섬유질이 풍부하다.

## 같이 보기
- 국수호박
- 주키니호박